# Betula kweichowensis
Betula kweichowensis — вид квіткових рослин з родини березових (Betulaceae). Росте у Китаї та В'єтнамі.

## Біоморфологічна характеристика
Це дерево до 25 м заввишки.

## Поширення й екологія
Поширення: Китай, В'єтнам. Росте на висотах від 1400 до 3800 метрів в гірських широколистяних лісах, найкраще росте на важких вологих глинистих ґрунтах. У більш сухих ґрунтах вони виживають, але ростуть набагато повільніше та досягають меншої висоти.

## Використання
Кора, деревина, листя і бруньки при розтиранні дають запашну олію.